# Спенсер, Пит
Питер «Пит» Дэвид Спенсер (англ. Peter «Pete» David Spencer; 13 октября 1948, Брадфорд, Англия, Великобритания) — британский барабанщик, мультиинструменталист, автор песен и композитор. 
Наиболее известен как участник группы Smokie в 1973—1982 годах. Вместе с Крисом Норманом, являлся основным автором песен группы в первых 9 альбомах. В дальнейшем сотрудничество с Крисом Норманом продолжалось в его сольной карьере.

## Биография

### Ранние годы
Питер Дэвид Спенсер родился 13 октября 1948 года в Брадфорде. По словам самого Пита, в ударные инструменты он влюбился ещё в детстве, услышав в Шотландии ансамбль волынщиков; в одиннадцать лет у него появился первый барабан. Школьником он активно играл в футбол, но в дальнейшем решил сосредоточиться на музыке. Первой группой Пита была сформованная его школьными друзьями The Chevrons. После окончания школы в 1967 году отправился в ФРГ с местной группой The Collection.

### Smokie
Поиграв в различных группах Йоркшира, Пит принимает предложение от группы Kindness заменить Рона Келли на месте барабанщика. До этого Спенсер несколько раз подменял Рона. Вскоре группа познакомится с Ники Чинном и Майком Чэпменом, уже писавшим хиты для Sweet, Mud и Сьюзи Кватро, предложив им поменять название на Smokey, а потом на Smokie. В течение 1975—1979 годов группа имела коммерческий успех по всей Европе.
Вместе с Крисом Норманом, Спенсер являлся основным композитором и автором песен для группы, однако долгое время песни их авторства не появляясь на синглах из-за условий контракта, согласно которому, синглами должны были издаваться песни Чинна и Чэпмена. Так продолжалось до издания сингла «Mexican Girl» и прекращения сотрудничества с ними.
Помимо ударных, в записях играл на других инструментах. В песне «Here Lies a Man», изданной как би-сайд к синглу «Lay Back in the Arms of Someone» Пит сыграл на флейте. В песне «No More Letters» Пит исполнил соло на саксофоне. Также В песне «Petesey's Song», посвящённой судьбе барабанщика в группе, Пит единственный раз спел как лидирующий вокалист. Также, по его словам, умеет играть на клавишных и гитаре.
После 1979 года Пит прекратил гастролировать с группой, а в конце 1982 года окончательно её покинул, по его словам, по личным причинам и из-за нежелания ездить в туры. Впоследствии, Пит трижды кратковременно воссоединился с Норманом, Силсоном и Аттли. В 1985 году на благотворительном фестивале в Брадфорде. В 2004 году, в финале Comeback Show в Германии, и в 2008 году на его шестидесятилетии.

### После Smokie
После ухода из Smokie Спенсер продолжил сотрудничество с Крисом Норманом. В 1982 году Спенсер вместе с Норманом написали песню-гимн для сборной Англии по футболу для предстоящего чемпионата мира в Испании. Песня «This Time (We’ll Get It Right)» была издана синглом и поднялась до 2-го места в британском чарте. В 1983 году, Норман и Спенсер также записали подобный гимн для футбольного клуба «Ливерпуль». В последующее годы, Спенсер участвовал в записи 7 студийных альбомов Криса Нормана в качестве барабанщика и автора песен.
В 2007 году Спенсер принял участие в записи и спродюсировал сольный альбом своего бывшего товарища по группе Алан Силсона Solitary Bird. В 2015 году снялся в клипе Крис Нормана «That's Christmas».

## Личная жизнь
О своей личной жизни Спенсер не распространяется; по словам Пита, его дети музыкантами не стали.

## Дискография
| Smokie - Pass It Around (1975) - Changing All the Time (1975) - Midnight Café (1976) - Bright Lights & Back Alleys (1977) - The Montreux Album (1978) - The Other Side of the Road (1979) - Solid Ground (1981) - Strangers in Paradise (1982) - Midnight Delight (1982) | Крис Норман - Rock Away Your Teardrops (1982) - Break the Ice (1989) - The Interchange (1991) - The Growing Years (1992) - Jealous Heart (1993) - The Album (1994) - Reflections (1995) - Into the Night (1997) - Million Miles (2006) | Алан Силсон - Solitary Bird (2007) |